# El ritmo del Chino
«El ritmo del Chino», a veces llamada «El baile del Chino», es una canción de tecnocumbia creada para la campaña política de las elecciones de 2000 del presidente peruano y candidato a la reelección Alberto Fujimori.

## Descripción
La canción fue creada por la periodista Mónica Zevallos y Carlos Raffo, director de la campaña fujimorista, e interpretada por la cantante Ana Kohler, quien en esos momentos era una de las más representativas exponentes del género tecnocumbia, muy en boga en Perú a finales de la década de 1990. Según un reportaje de la revista Caretas, la canción sería de la autoría de Eder Santiago o Kevin Borda. Además, según la exsecretaria de Vladimiro Montesinos, María Angélica Arce, la producción de la canción estuvo financiada por el SIN.
De ritmo pegadizo y letra sencilla, con el estribillo de Chino, Chino, Chino, Chino, Chino, el vídeoclip de la canción, usado durante la segunda vuelta, presenta imágenes de algunos mítines del partido oficialista Perú 2000 amenizados por Kohler y sus bailarinas. La implicación política en la que se vio envuelta Kohler, tras los escándalos de corrupción del fujimorismo investigados después de la renuncia, captura y juicio a Fujimori, hicieron que su carrera musical se acabase y migrase junto a su familia a Estados Unidos en 2003.
La canción sirvió de fondo musical para las presentaciones populares del candidato Fujimori, que se presentaba junto a su hija Keiko Fujimori, bailando sobre los escenarios. «El ritmo del Chino» inauguró una nueva manera populista de campaña electoral, prefiriendo la música de moda a los mensajes y propuestas políticas.
En 2018, tras ser concedido el indulto presidencial al reo Fujimori por parte de Pedro Pablo Kuczynski una nueva versión de la canción fue viralizada en las redes sociales.
Una versión triste fue ejecutada con violines en su velatorio.